# Mala Tičarica
Mala Tičarica je hora ve Slovinsku, která se nachází v občině Bohinj nad Dvojnym jezerem. Měří 2071 m. Prominence dosahuje 40 m. Sousední horou je Velika Tičarica.

## Výhled
Výhled je dolu směrem na jihozápad ke Koči pri Triglavskih jezerih, Dvojno jezero a centrální část údolí. Za ním je vidět Krn a na severozápadě Veliko Špičje. Na severovýchodě je nejvýraznější Debeli vrh a za ním i Triglav.

## Přístup
- po  červené značce od Koči pri Triglavskih jezerih - 1 hodina.
- po  červené značce od Bregarjeva zavetišča na planině Viševnik - 2¼ hodiny.
- po  červené značce od Koči na Planini pri Jezeru - 2½ hodiny.
- po  červené značce od Zasavske koči na Prehodavcih - 2¾ hodiny.
- po  červené značce od Koči pri Savici přes Komarču - 4½ hodiny.